# Holsterörarna
Holsterörarna este o arie protejată (arie specială de conservare — SAC, sit de importanță comunitară — SCI) din Suedia întinsă pe o suprafață de 140,3 ha, integral pe uscat.

## Localizare
Centrul sitului Holsterörarna este situat la coordonatele 65°45′20″N 22°43′10″E / 65.7556°N 22.7194°E.

## Înființare
Situl Holsterörarna a fost declarat sit de importanță comunitară în iunie 2001 pentru a proteja un număr necunoscut de specii din flora spontană și fauna sălbatică aflate în arealul zonei. Situl a fost protejat și ca arie specială de conservare în martie 2011.

## Biodiversitate
Situată în ecoregiunile boreală și marină baltică, aria protejată conține 4 habitate naturale: Taiga vestică, Lagune de coastă, Vegetație perenă pe țărmurile stâncoase, Pășuni de coastă din Baltica boreală.
La baza desemnării sitului se află un număr nedeclarat de specii protejate.